# Cidipe (noble ateniense)

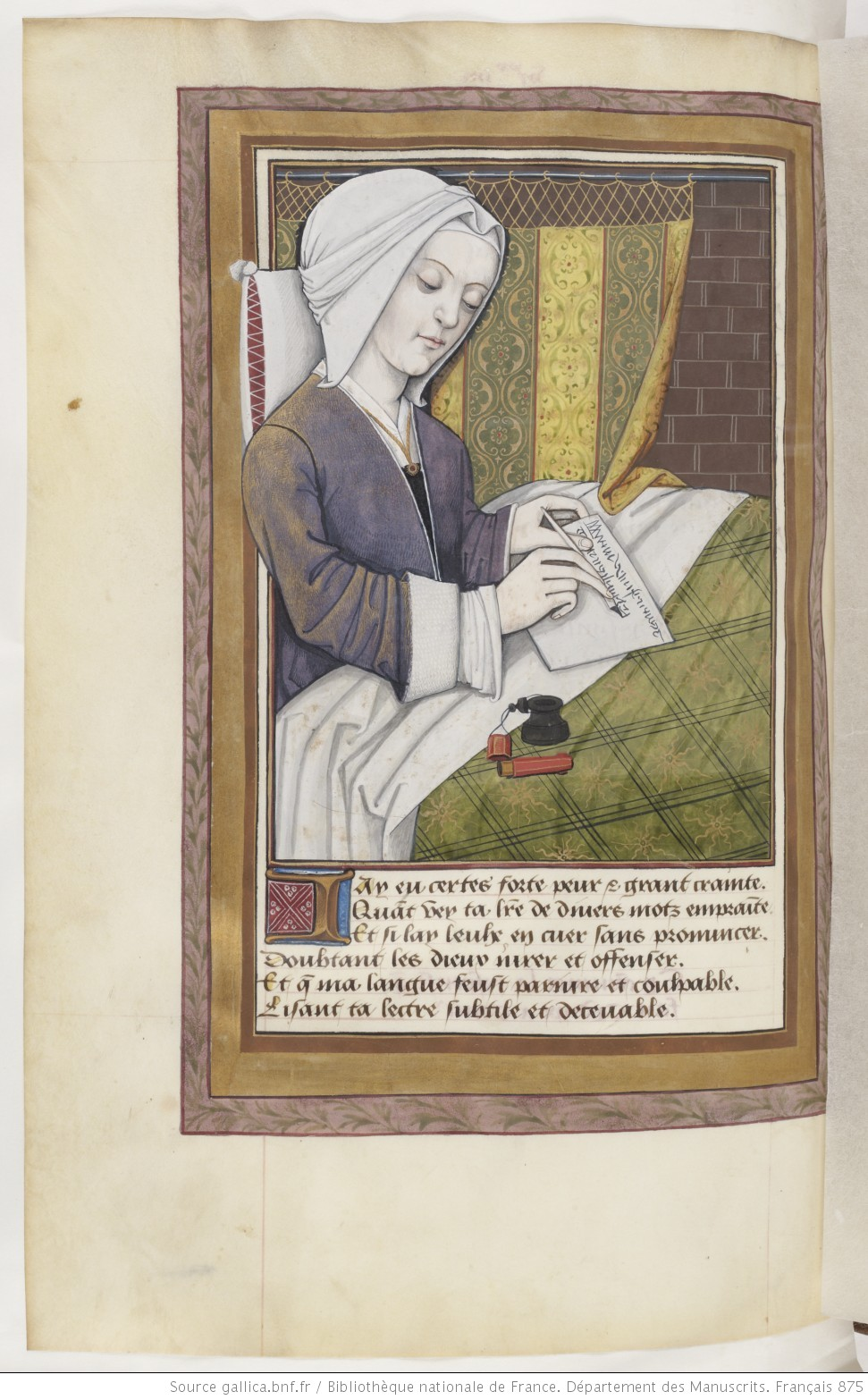
Cidipe escribe a Aconcio, ilustración de Robinet Testard de las Heroidas de Ovidio, Biblioteca Nacional de Francia, ms. 875.

Cidipe (en griego: Κυδίππη, Kydíppē) es un personaje literario de la Antigua Grecia, víctima de una célebre treta de su pretendiente Aconcio (en griego: Ἀκόντιος, en latín: Ăcontĭus) para casarse con ella. Su historia aparece en el poema Aitia de Calímaco y en las Heroidas de Ovidio.
Aconcio, un joven de Ceos, coincide en Delos con la joven ateniense Cidipe. Cuando esta hace sus sacrificios a la diosa Artemisa, Aconcio lanza una manzana en la que estaba escrito «Juro casarme con Aconcio». Cidipe la recoge y lee ingenuamente la frase en voz alta, ante el altar de la diosa, por lo que queda comprometida. De vuelta en Atenas, el padre de Cipide concierta su casamiento con un noble acaudalado, pero por tres veces Cipide cae enferma, lo que impide el casamiento. Extrañado, el padre de Cídipe acudió al oráculo de Delfos a pedir consejo, y este le contestó que las extrañas enfermedades las había mandado Artemisa en castigo por el perjurio de su hija. Así, el padre entregó a Cidipe en matrimonio a Aconcio.